# Воденски народоосвободителен партизански отряд „Лазо Търповски“
Воденският народоосвободителен партизански отряд „Лазо Търповски“ е комунистическа партизанска единица в Егейска Македония, участвала в съпротивителното движение в окупирана Гърция през Втората световна война. Отрядът е първият славяномакедонски в ЕЛАС.

## Дейност
Отрядът е създаден край Шимбова колиба в местността Верик на 1 септември 1943 година. За командир на отряда е назначен Наум Пейов, а за политически комисар Димитър Шишковски. Набързо числеността на отряда нараства от 20 на 70 бойци. Извършват агитационна дейност сред населението, водят сражение с германска колона на пътя Костур-Смърдеш на 11 октомври 1943 година като взривяват 4 камиони и убиват 20 германски войници. Разоръжават контрачети в Кономлади през ноември и Четирок (11 януари 1944). Заедно с други части на ЕЛАС води тежко сражение с германски войски на Вич на 12 април 1944 година. По-късно води сражения с контрачета в Прекопана, Черешница и Тиолища. След решението на КПГ и ЕЛАС за разформироване на СНОФ от април 1944 година на воденския отряд е наредено със сила да се саморазпусне.

## Участници
- Наум Пейов, командир
- Димитър Топурковски – командир (1943)
- Димитър Шишковски, политически комисар
- Алеко Шишковски
- Атанас Коровешов
- Михали Апостолов
- Пандо Шиперков